# Wenslingen
Wenslingen är en ort och kommun i distriktet Sissach i kantonen Basel-Landschaft, Schweiz. Kommunen har 718 invånare (2023).